# (38577) 1999 XZ10
1999 XZ10 (asteroide 38577) é um asteroide da cintura principal. Possui uma excentricidade de 0.03784460 e uma inclinação de 23.05770º.
Este asteroide foi descoberto no dia 5 de dezembro de 1999 por CSS em Catalina.